# Immisja
Immisja – działanie właściciela nieruchomości na własnym gruncie, którego skutki odczuwalne są na gruncie sąsiedzkim. Wyróżnia się:
- immisję pośrednią (dźwięk, cień), materialną (zapach, dźwięk) i niematerialną (wpływają na odczucia sąsiada, np. gromadzenie materiałów wybuchowych)
- immisję bezpośrednią (np. porzucenie nieczystości).

Immisja niematerialna to immisja oddziałująca na sferę psychiki właściciela nieruchomości sąsiedniej (przykładowo organizowanie spotkań osób uzależnionych od środków odurzających w lokalu sąsiednim). W orzecznictwie SN ugruntowane jest stanowisko, że właściciel może dochodzić ochrony przed immisjami tego typu w trybie art. 23 i 24 kodeksu cywilnego, czyli w trybie ochrony dóbr osobistych i z art. 222 kc w zw z art. 144 kc.
Immisje bezpośrednie materialne wiążą się z umyślnym działaniem właściciela nieruchomości dokonującego immisji, przykładowo mogą polegać na celowym skierowaniu wody deszczowej lub nieczystości na grunt sąsiedni. Przy immisjach bezpośrednich właścicielowi służy ochrona na zasadzie art. 140 kc (ochrona prawa własności), a nie 144 kc (roszczenie o zaprzestanie immisji przekraczających zwykłą miarę).
Właścicielowi nieruchomości naruszonemu w swoim prawie przysługuje co do zasady roszczenie negatoryjne o zaniechanie immisji. W dwóch przypadkach jest on upoważniony do usunięcia naruszeń mocą własnego działania poprzez:
- usunięcie korzeni przechodzących na grunt sąsiedni;
- obcięcie gałęzi i owoców zwieszających się z sąsiedniego gruntu po uprzednim bezskutecznym wezwaniu właściciela do ich usunięcia.